# Dañs fisel
Pour l’article homonyme, voir Pays Fisel.
Le fisel (dañs fisel en breton) est une danse bretonne de la famille des gavottes, originaire du pays du même nom dans le centre Bretagne. 

## Caractéristiques

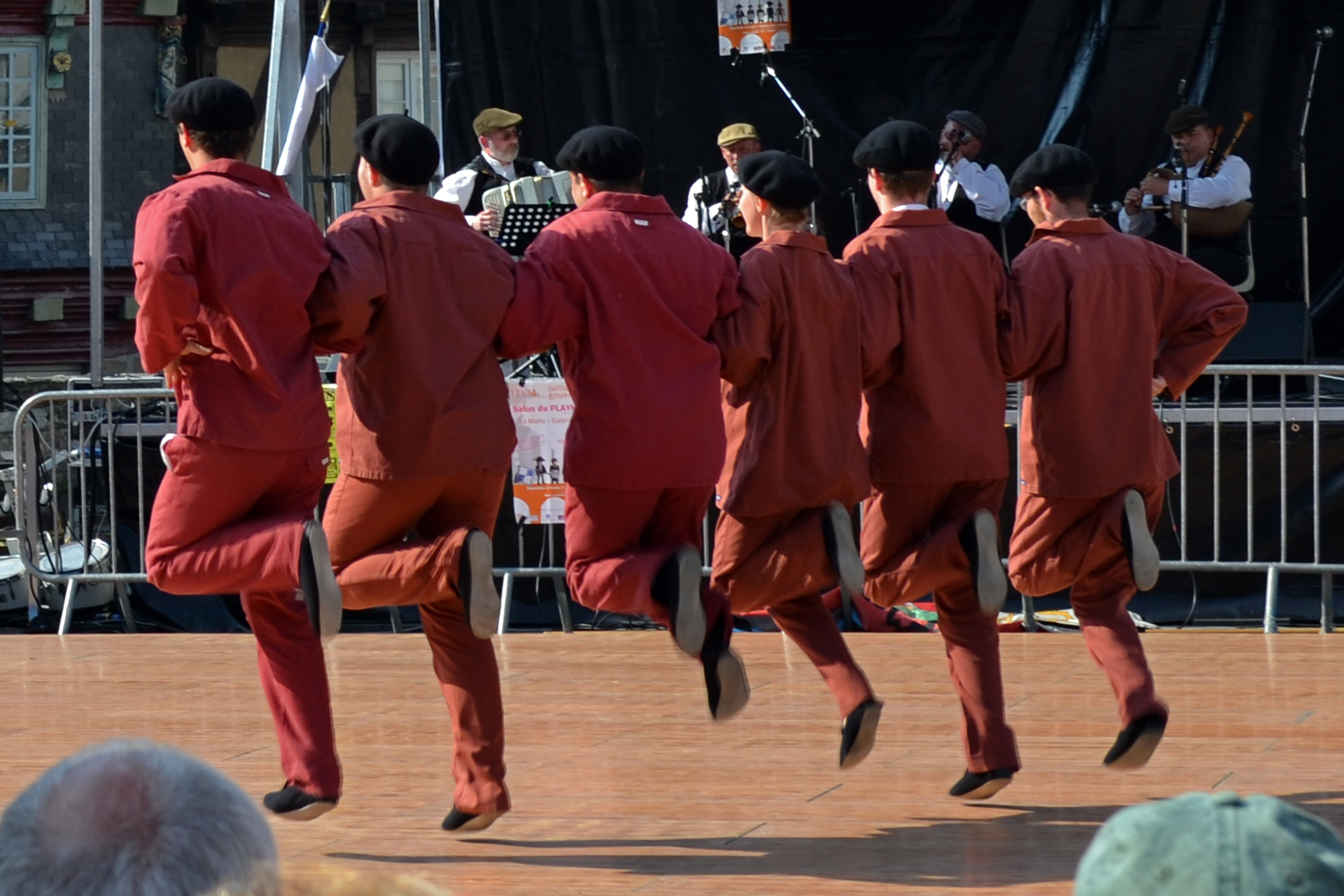
Levé du pied des Korollerien Montroulez en spectacle à Morlaix

Dans sa forme ordinaire, c'est une gavotte dite « en 4-et-5 » (subdivision du pas sur les temps 4 et 5 de la formule de danse). Dans sa forme concours, c'est une danse très vive et exigeante d'un point de vue technique. La particularité de la forme concours tient dans l'exécution de ciseaux (levés très rapides des pieds) sur les temps 1, 3,  et un doublé sur les temps 7 et 8. L'exécution des ciseaux est en général rapide et les mouvements secs et précis. Le pas est particulièrement étonnant chez les garçons qui peuvent lever les pieds jusqu'aux fesses.
Étant une dañs-tro, la suite fisel se décompose habituellement en trois parties :
1. ton simpl ;
2. bal (bal en rond entrecoupé d'une figure avec la cavalière de droite, forme ancienne du bal en pays de gavotte) ;
3. ton doubl.'

Le nom du pays Fisel vient du costume traditionnel des hommes, pour lequel le chapeau présentait une ficelle au bas du bandeau de soie.

## Festival Fisel

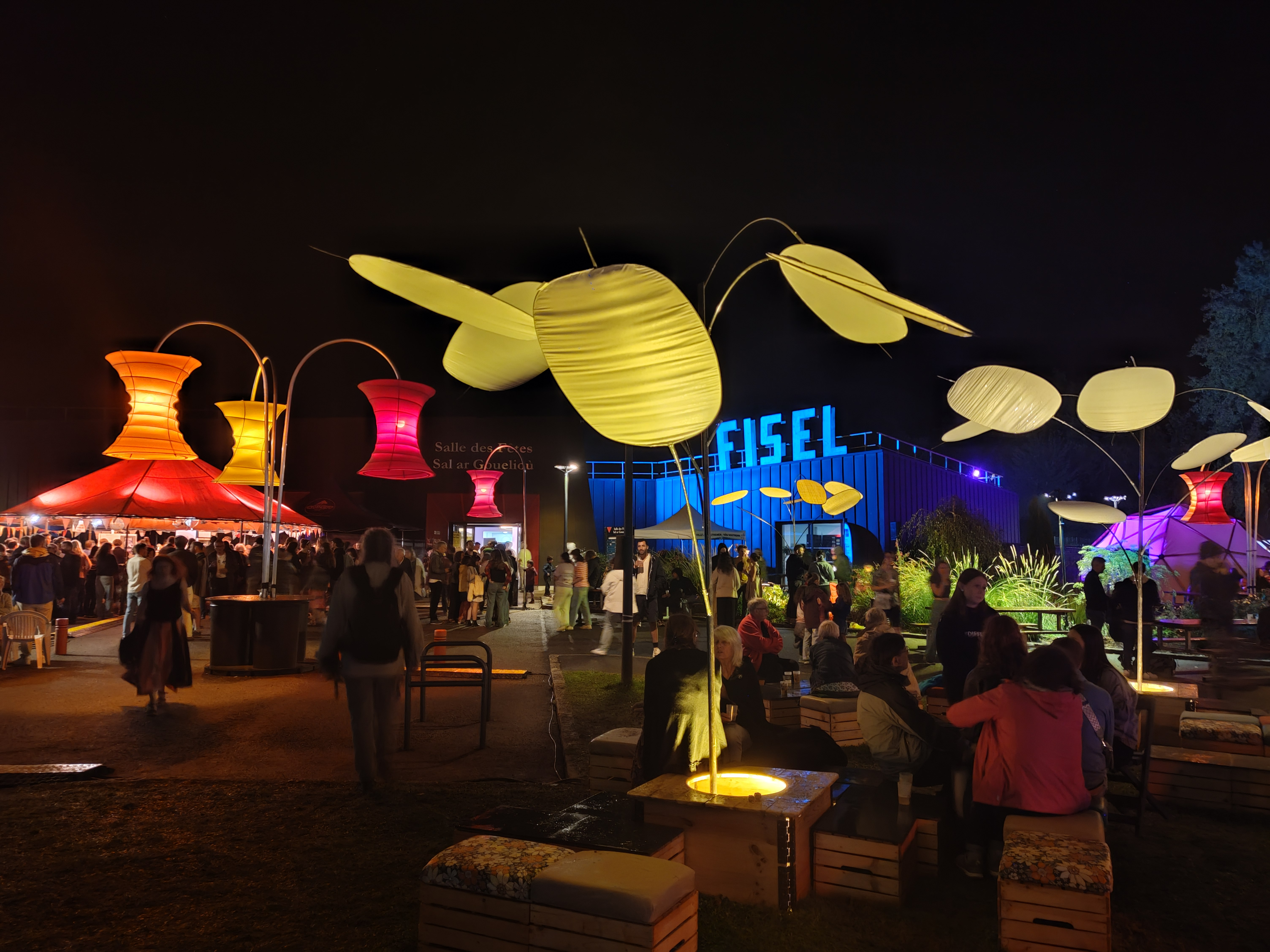
Festival Fisel 2024

Organisé tous les derniers week-ends d'août depuis 1972 à Rostrenen en Centre Bretagne, ce festival met la danse à l'honneur, son point d'orgue étant un concours distinguant les meilleurs danseurs, chanteurs et sonneurs. Rendez-vous important de l'été en Centre-Bretagne, le festival Fisel met en avant la mixité culturelle en proposant, à côtés des festoù-noz, des concerts de musique du monde.
Parmi les artistes à s'y être produits, on peut citer: La Mal Coiffée, Super Parquet, Fleuves, Titi Robin, René Lacaille, le Taraf de Haidouks, Nirmaan, Krismenn et Alem, Kazut de Tyr, Forabandit, André Minvielle... En 2009, l'association La Fiselerie prend le relais du cercle celtique de Rostrenen pour organiser l'événement.